# Ван дер Вейде, Нико
Николас Виллем (Нико) ван дер Вейде (нидерл. Nicolaas Willem "Nico" van der Weide; 3 сентября 1938; 3 сентября 1938, Зандам, Северная Голландия — 21 марта 2020, Вестбемстер) — нидерландский футболист, игравший на позиции вратаря, выступал за команды ЗФК и «Аякс». 

## Биография
Нико родился в сентябре 1938 года в Зандаме. Отец — Петер Николаус (Пит) ван дер Вейде, был родом из Хамборна, мать — Виллемпье Ренес, родилась в Зандаме. Родители поженились в ноябре 1937 года в Зандаме — на момент женитьбы отец был каменщиком. В их семье воспитывался ещё младший сын Хендрик Питер, родившийся в августе 1940 года. Во время оккупации Нидерландов родители состояли в группе сопротивления и укрывали нескольких евреев в своём доме на Платанлан.
Футбольную карьеру начинал в местном клубе ЗФК. В сезоне 1957/58 защищал ворота второй команды ЗФК, а в 1958 году дебютировал за основной состав в возрасте 20 лет. В сезоне 1958/59 сыграл 10 матчей в первом дивизионе. 
В 1959 году перешёл в амстердамский «Аякс», где в течение двух сезонов был резервным вратарём и выступал за вторую команду «Аякса». За основной состав дебютировал 6 сентября 1959 года в матче третьего тура чемпионата Нидерландов против клуба МВВ, выйдя на замену на 75-й минуте вместо Бертюса Хогермана. Встреча завершилась гостевой победой амстердамцев со счётом 3:6. Так как Нико имел только любительский контракт с клубом, то он не имел права выходить на поле в матче чемпионата, поэтому Футбольный союз Нидерландов оштрафовал «Аякс» на 100 гульденов. Его бывшему клубу амстердамцы заплатили 2600 гульденов. В том сезоне ван дер Вейде сыграл ещё в матче с «Фейеноордом», который проходил в рамках стыкового турнира за место в еврокубках. Последний матч за «Аякс» провёл 15 января 1961 года в чемпионате против клуба ВВВ. Нико заменил Хогермана на 60-й минуте, а в конце встречи пропустил гол — амстердамцы потерпели гостевое поражение со счётом 2:0.
Был женат на Аделе Кронненберг.
Умер 21 марта 2020 года в Вестбемстере в возрасте 81 года.